# Eremazus sefrensis
Eremazus sefrensis är en skalbaggsart som beskrevs av Clouet 1897. Eremazus sefrensis ingår i släktet Eremazus och familjen Aegialiidae. Inga underarter finns listade i Catalogue of Life.